# JC-вірус
Поліомавірус людини 2, який зазвичай називають вірусом JC або вірусом Джона Каннінгема (John Cunningham virus), є різновидом поліомавірусу людини (раніше відомий як паповавірус). Він був ідентифікований за допомогою електронної мікроскопії в 1965 році ZuRhein і Chou, і Silverman і Rubinstein, а пізніше виділений у культурі та названий двома ініціалами пацієнта, Джона Каннінгема, з прогресуючою мультифокальною лейкоенцефалопатією (PML/ПМЛ). Вірус викликає ПМЛ та інші захворювання лише у випадках імунодефіциту, наприклад, при СНІДі або під час лікування імуносупресивними препаратами (наприклад, у пацієнтів після трансплантації органів).

## Інфікування та патогенез
Початковим місцем інфікування можуть бути мигдалики або шлунково-кишковий тракт. Потім вірус залишається латентним у шлунково-кишковому тракті, а також може інфікувати епітеліальні клітини канальців нирок, де він продовжує розмножуватися, виділяючи вірусні частинки з сечею. Крім того, останні дослідження свідчать про те, що цей вірус може латентно інфікувати сперму людини, а також тканини ворсинок хоріона. Антитіла до поліомавірусу людини 2 в сироватці крові також були виявлені у жінок, які перенесли мимовільний аборт, а також у жінок, які зробили добровільне переривання вагітності.
Вірус поліоми людини 2 може проникати через гематоенцефалічний бар'єр у центральну нервову систему, де він інфікує олігодендроцити та астроцити, можливо, із залученням серотонінового рецептора 5-HT 2A. ДНК поліомавірусу людини 2 можна виявити як у неураженій ПМЛ, так і в ураженій ПМЛ (див. нижче) тканині мозку.
Поліомавірус людини 2, виявлений у центральній нервовій системі пацієнтів з ПМЛ, майже завжди має відмінності у промоторній послідовності від поліомавірусу людини 2, виявленого у здорових осіб. Вважається, що ці відмінності в промоторній послідовності сприяють пристосованості вірусу в ЦНС і, таким чином, розвитку ПМЛ. Певні фактори транскрипції, присутні в ранніх промоторних послідовностях поліомавірусу людини 2, можуть індукувати тропізм і вірусну проліферацію, що призводить до ПМЛ. Показано, що фактор Spi-B має вирішальне значення для ініціації вірусної реплікації у певних лініях трансгенних мишей.. Білок, що кодується цими ранніми послідовностями, Т-антиген, також відіграє ключову роль у вірусній проліферації, керуючи ініціацією реплікації ДНК вірусу, а також виконуючи транскрипційний перемикач, що дозволяє утворювати різні капсидні та регуляторні білки, необхідні для вірусної пристосованості. Для визначення точної етіологічної ролі Т-антигену необхідні подальші дослідження, але, схоже, існує зв'язок з ранньою ініціацією активного вірусу з його архетипового стану спокою. 
Імунодефіцит або імуносупресія дозволяє поліомавірусу людини 2 реактивуватися. У мозку він викликає часто смертельну прогресуючу мультифокальну лейкоенцефалопатію, або ПМЛ, руйнуючи олігодендроцити. Невідомо, чи це є реактивацією поліомавірусу людини 2 в ЦНС, чи занесенням нещодавно реактивованого поліомавірусу людини 2 через кров або лімфу. Кілька досліджень, проведених з 2000 року, припустили, що вірус також пов'язаний з раком товстої кишки, оскільки поліомавірус людини 2 був виявлений у злоякісних пухлинах товстої кишки, але ці висновки все ще залишаються суперечливими.

## Інші штами та нові патологічні синдроми
Хоча інфекція поліомавірусу людини 2 класично асоціюється з демієлінізацією білої речовини та патогенезом ПМЛ, нещодавно в літературі з'явилися дані про те, що вірусні варіанти можуть бути етіологічними агентами інших нових синдромів. Наприклад, було виявлено, що вірус поліоми людини 2 інфікує шар зернистих клітин мозочка, зберігаючи при цьому волокна Пуркіньє, зрештою викликаючи серйозну атрофію мозочка. Цей синдром, званий нейронопатією шару гранульованих клітин JCV (JCV GCN), характеризується продуктивною та літичною інфекцією варіантом JC з мутацією в кодуючій області VP1.
Вірус поліомавірусу людини 2 також опосередковує енцефалопатію через інфікування пірамідних нейронів кори головного мозку (CPN) та астроцитів.Аналіз варіанту JCV CPN виявив відмінності від JCV GCN: не було виявлено мутацій у кодуючій області VP1, проте в аґногені було виявлено делецію 143 пар основ, що кодує 10-амінокислотний усічений пептид, який, як вважають, опосередковує тропізм CPN. Крім того, аналіз субклітинної локалізації віріонів JC CPN в ядрах, цитоплазмі та аксонах дозволяє припустити, що вірус може переміщатися по аксонах для підвищення інфекційності.
Поліомавірус людини 2 також може бути збудником асептичного менінгіту (JCVM), оскільки поліомавірус людини 2 був єдиним збудником, ідентифікованим у спинномозковій рідині деяких пацієнтів з менінгітом. Аналіз варіанту JCVM виявив архетипні регуляторні ділянки без мутацій у кодуючих послідовностях. Точні молекулярні механізми, що опосередковують менінгеальний тропізм вірусу поліоми людини 2, ще належить з'ясувати.

## Епідеміологія

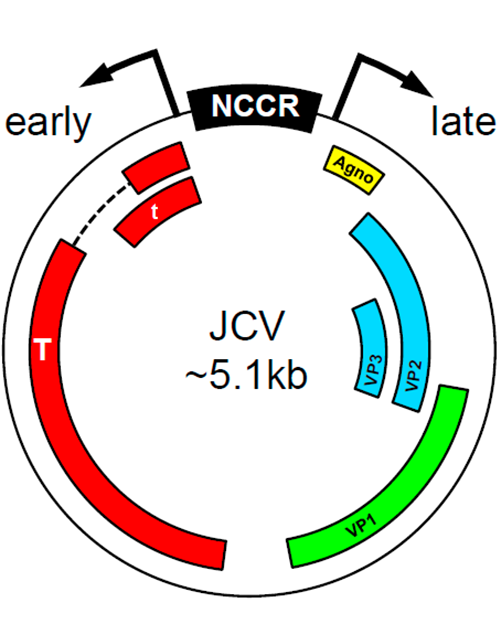
Карта геному поліомавірусу людини 2 із зазначенням положення генів пухлинного антигену (червоний), трьох генів капсидного білка (зелений і синій), аґногену (жовтий) і некодуючої контрольної області (NCCR).

Вірус дуже поширений серед населення, заражаючи від 70 % до 90 % людей; більшість людей інфікуються поліомавірусом людини 2 в дитинстві або підлітковому віці. Його знаходять у високих концентраціях у міських стічних водах по всьому світу, що змушує деяких дослідників підозрювати забруднену воду як типовий шлях зараження.
Незначні генетичні варіації постійно виявляються в різних географічних регіонах; таким чином, генетичний аналіз зразків поліомавірусу людини 2 виявився корисним для відстеження історії міграції людей. Розпізнано 14 підтипів або генотипів, кожен з яких пов'язаний з певним географічним регіоном. Три з них зустрічаються в Європі (a, b і c). Малий африканський тип — Af1 — зустрічається в Центральній і Західній Африці. Основний африканський тип — Af2 — зустрічається по всій Африці, а також у Західній і Південній Азії. Визнано кілька азіатських типів B1-a, B1-b, B1-d, B2, CY, MY і SC.
Альтернативна схема нумерації нумерує генотипи 1-8 додатковими літерами. Типи 1 і 4 зустрічаються в Європі та в корінних популяціях на півночі Японії, північному сході Сибіру і півночі Канади. Ці два типи тісно пов'язані між собою. Типи 3 і 6 зустрічаються в Африці на південь від Сахари: тип 3 був ізольований в Ефіопії, Танзанії та Південній Африці. Тип 6 зустрічається в Гані. Обидва типи також зустрічаються у пігмеїв біака і банту з Центральної Африки. Тип 2 має кілька варіантів: підтип 2А зустрічається переважно у японців і корінних американців (за винятком інуїтів); 2В — у європеоїдів; 2D — у індіанців і 2Е — у австралійців і населення західної частини Тихого океану. Підтип 7A зустрічається на півдні Китаю та в Південно-Східній Азії. Підтип 7B зустрічається в північному Китаї, Монголії та Японії. Підтип 7C зустрічається в північному та південному Китаї. Підтип 8 зустрічається в Папуа-Новій Гвінеї та на островах Тихого океану. Географічний розподіл типів поліомавірусу JC може допомогти відстежити людей з різних континентів за допомогою генотипування JC.

## Препарати, пов'язані з реактивацією
Оскільки імунодефіцит призводить до прогресування цього вірусу до ПМЛ, імунодепресанти протипоказані інфікованим особам.
Попередження в рамці щодо препарату ритуксимаб (Рітуксан) містить попередження про те, що інфекція поліомавірусу людини 2 призводить до прогресуючої мультифокальної лейкоенцефалопатії та смерті пацієнтів, які отримували цей препарат.
Попередження в рамці для препарату наталізумаб (Tysabri) містить твердження про те, що вірус поліоми людини 2 призвів до розвитку прогресуючої мультифокальної лейкоенцефалопатії у трьох пацієнтів, які отримували наталізумаб під час клінічних випробувань. Зараз це одна з найпоширеніших причин ПМЛ.